# 天主教阿波美教區
天主教阿波美教區（拉丁語：Dioecesis Abomeiensis）是貝寧一個羅馬天主教教區，屬科托努總教區。
教區成立於1963年4月5日，位於祖省，2011年有教友143,500人（佔轄區總人口20.3%）、五十個堂區、七十六名司鐸。現任教區主教為恩仁·濟利祿·洪德孔。